# Elasmosaurus
Elasmosaurus este un gen de plesiosaur cu gât foarte lung, ce a trăit în Cretacicul Târziu, acum 80,5 milioane de ani.Numele său provine de la cuvintele grecești ελασμος elasmos (placă subțire) și σαυρος sauros (șopârlă).

## Descriere

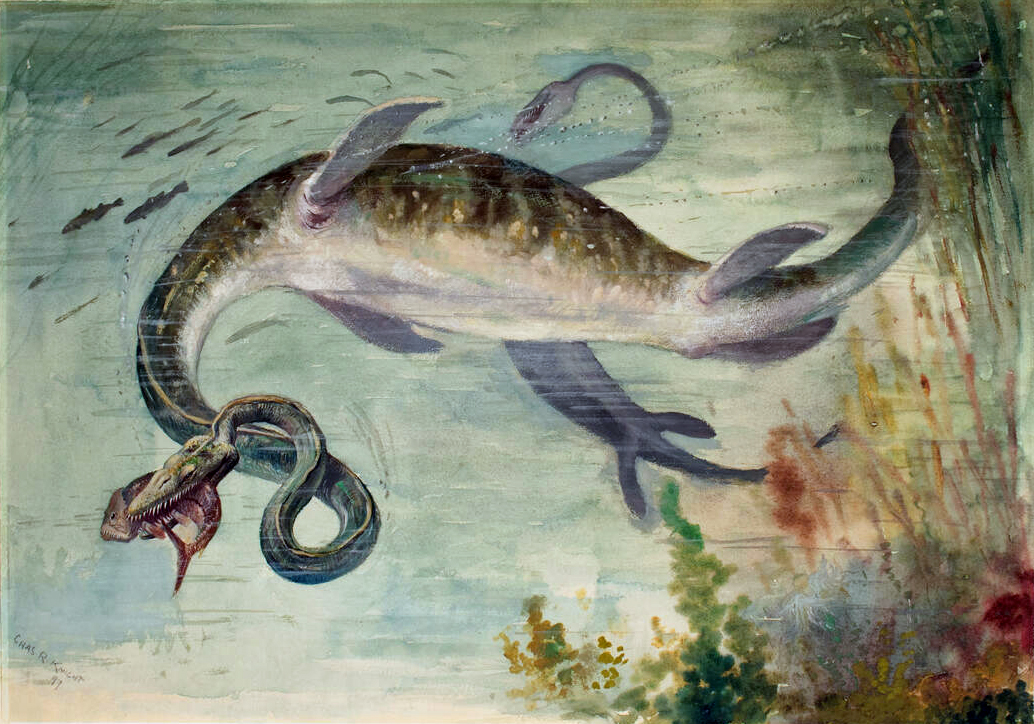
Elasmosaurus pictat de Charles R. Knight în 1897.

La fel ca majoritatea elasmosauridelor, Elasmosaurus a avut în jur de trei vertebre pectorale.Coada avea cel puțin 18 vertebre. 
Elasmosaurus se diferențiază de ceilalți plesiozauri prin cei șase dinți pre-maxilari și cele 71 vertebre cervicale.
Plesiozaurii primitivi și cele mai multe elasmosauride au avut cinci dinți pre-maxilari.Unele elasmosauride a avut mai mulți: Terminonatator a avut nouă și Aristonectes a avut între 10 și 13.
În plus, cei mai mulți plesiozauri au avut mai puțin de 60 de vertebre cervicale. În afară de Elasmosaurus, plesiozauri care au avut peste 60 de vertebre cervicale sunt Styxosaurus, Hydralmosaurus, și Thalassomedon. Elasmosaurus este singurul plesiozaur cunoscut cu mai mult de 70 de vertebre cervicale.

## Descoperire

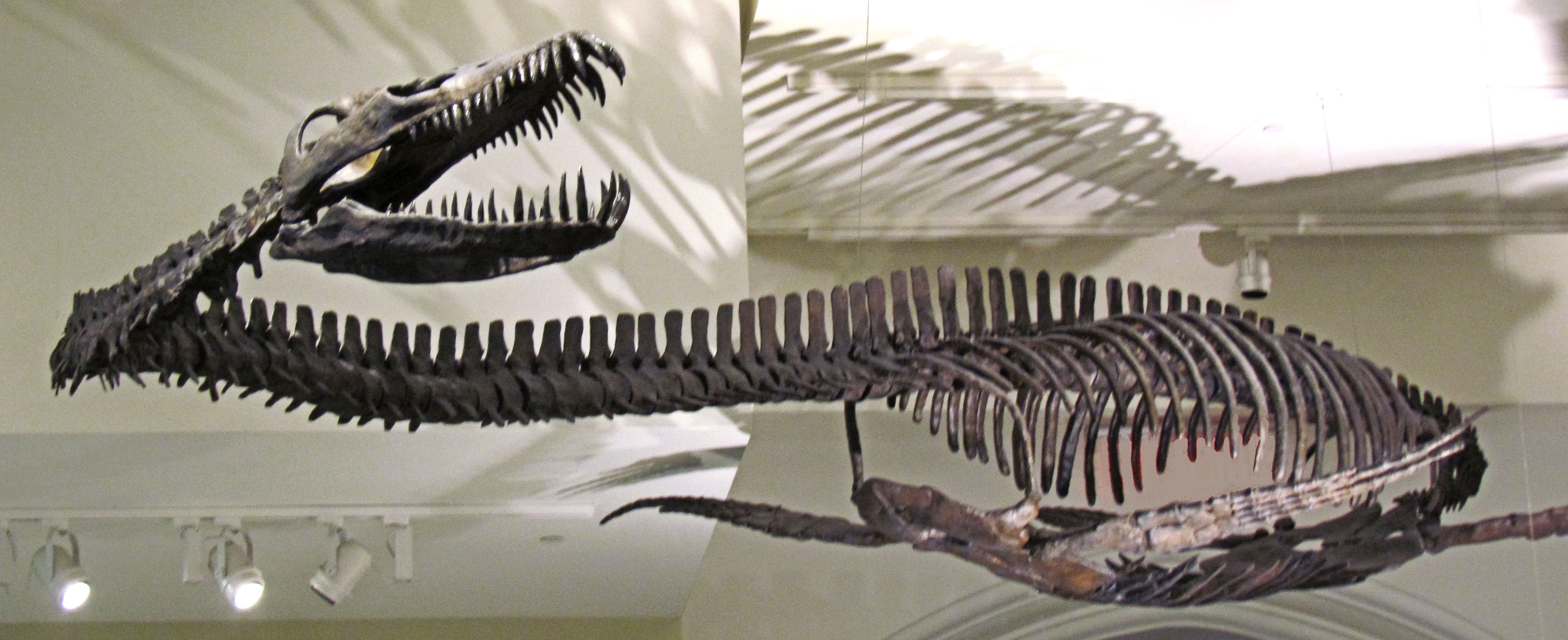
Schelet, la Muzeul Canadian al Naturii.

Elasmosaurus platyurus a fost descris în martie 1868 de către Edward Drinker Cope, acesta studiind o fosilă descoperită de doctorul militar Dr. Theophilus Turner, în vestul statului Kansas, Statele Unite ale Americii.Când E. D. Cope a primit specimenul la începutul lunii martie 1868, el a avut o idee preconcepută a ceea ce ar trebui să fie și cum ar trebui să arate, și a plasat din greșeală capul la capătul greșit (la coadă).

## Paleobiologie

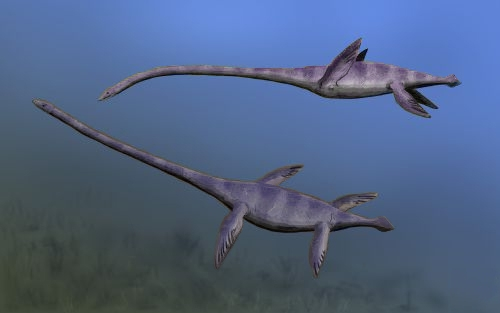
Restaurație modernă.

Elasmosaurus era un înotător lent și, cel mai probabil, urmărea bancurile de pești.Avea o vedere stereoscopică, putând astfel să urmărească animalele mici.Elasmosaurus se hrănea cu pești și amoniți.Înghițea pietre pentru a-și ușura digestia.
Elasmosaurus trăia doar în oceane.El nu putea să iasă pe uscat pentru a depune ouă, datorită înotătoarelor sale fragile.Astfel, probabil că dădea naștere la pui vii, cum fac șerpii acvatici de astăzi.Deși despre Elasmosaurus nu se știe acest lucru sigur, despre Polycotylus, un plesiozaur contemporan cu el, se știe sigur că năștea pui vii.